# 泰德·达布尼
小塞缪尔·弗里德尼克·达布尼（1937年5月2日—2018年5月26日），常称泰德·达布尼，美国电气工程师，和诺兰·布什内尔同为雅达利共同创始人。他开发了视频电路原理的基础，这应用于《电脑太空战》，以及随后最早最成功的街机游戏《乓》。